# Antipathella subpinnata
Antipathella subpinnata es una especie de coral de la familia Myriopathidae. 
Pertenece al grupo del denominado coral negro, pues su esqueleto es de ese color, y se utiliza desde la antigüedad para elaborar joyas.   

## Descripción
Forma colonias muy ramificadas, con ramitas secundarias dispuestas regularmente, a modo de pínulas, tanto en simetría bilateral como irregularmente. El coralum, o esqueleto colonial, puede ser densa o espaciadamente ramificado, con entre 1 y 4 hileras de ramas dispuestas irregularmente, de tamaño grande y orientación ascendente. Las ramitas secundarias son finas y flexibles.
Los pólipos, de 1 mm de diámetro, son de forma oval en sección transversal y presentan 6 tentáculos cortos, de unos 0.6 mm de longitud, y con las puntas redondeadas. Tienen espinas en el esqueleto axial que miden 0,1 mm de longitud.

## Hábitat y distribución
Se encuentra en el mar Mediterráneo, donde es una especie común en la franja inferior de la zona circalitoral, y en el Atlántico noreste. En Azores, Portugal, España, Francia, Reino Unido y Nueva Zelanda.
Habitan sobre rocas y sustratos duros, en zonas de corrientes, en un rango de profundidad desde 60 a 500 m, y en un rango de temperatura entre los 10 y 19.79 °C.